# Neptis shirakiana
Neptis shirakiana är en fjärilsart som beskrevs av Matsumura 1929. Neptis shirakiana ingår i släktet Neptis och familjen praktfjärilar. Inga underarter finns listade i Catalogue of Life.